# Jacobina
Jacobina é um município brasileiro do interior e centro-norte do estado da Bahia.
Situada no extremo norte da Chapada Diamantina, rodeada por serras, morros, lagos, rios, fontes e cachoeiras, Jacobina se apresenta como um excelente destino para os apreciadores do turismo ecológico. O município fica a 339 km de Salvador e se tornou conhecida como a Cidade do Ouro.

## Topônimo
A tradição oral afirma que o topônimo Jacobina vem do nome de dois indígenas paiaiás que acolhiam os desbravadores que por essa área passavam: um velho cacique chamado Jacó e sua companheira, uma sábia mulher chamada Bina. No entanto, essa tradição oral é hoje considerada um mito fundador da história jacobinense.
O mais provável é que o topônimo Jacobina seja oriundo do tupi, podendo ter os seguintes significados: “jazida de cascalho limpo”, “campo aberto” e “jacuíba desfolhada”.

## História

### Ocupação indígena anterior à colonização portuguesa
A região conhecida como “Sertão das Jacobinas”, que engloba a Chapada Diamantina Central e o norte e extremo norte da Chapada Diamantina, incluindo o atual território jacobinense, era originalmente habitada por povos indígenas falantes de idiomas macro-jê, genericamente apelidados de “tapuias”, como os maracás, paiaiás, sapoiás e secaquerinhens. A região da atual Jacobina especificamente era habitada sobretudo pelos paiaiás.

### Primeiras entradas, bandeiras e início do extrativismo do ouro

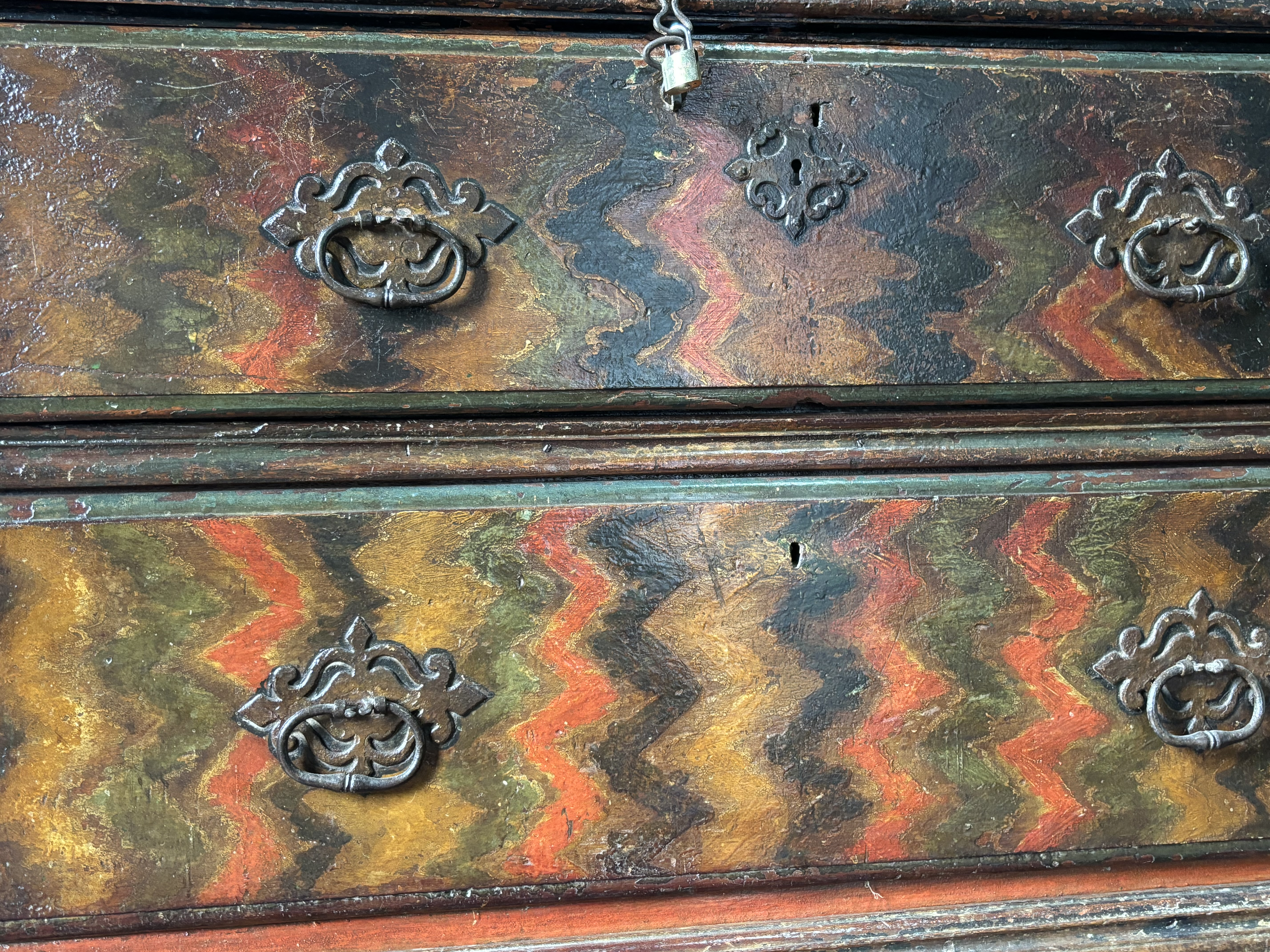
Detalhe de grafismos geométricos em arca da Missão do Bom Jesus da Glória

No século XVII, a chegada de exploradores em busca de pedras preciosas contribuiu para o início do povoamento do Sertão das Jacobinas, realizado por vaqueiros ligados aos grandes latifúndios da Casa da Torre e Casa da Ponte, e para o começo do apagamento da memória dos povos indígenas que ocupavam o território antes.
Uma das primeiras entradas no Sertão das Jacobinas em busca de minérios preciosos e do aprisionamento de indígenas para a sua escravização foi a realizada pelo neto de Caramuru Belchior Dias Moreia, conhecido como Muribeca, cuja expedição percorreu o interior da Bahia e de Sergipe entre 1595 (ou 1596) e 1604. Esse explorador alegou ter encontrado minas de prata, informação que não se comprovou na prática. Em 1630, o sobrinho de Muribeca, Francisco Dias d'Ávila, que era ligado também por parentesco aos latifundiários da Casa da Torre, apareceu na região com o mesmo propósito do tio e encontrou minas de salitre no norte da Chapada Diamantina, as quais só começaram a ser efetivamente exploradas na década de 1670. A mão-de-obra utilizada nas salitreiras era a dos indígenas, muitos deles vindos dos aldeamentos.
A partir de meados do século XVII, a região do Sertão das Jacobinas foi desbravada também por bandeirantes paulistas, inicialmente focados na “guerra justa” contra indígenas que não aceitavam o Cristianismo, mas que depois passaram também a procurar pedras preciosas.
Na segunda metade do século XVII, jesuítas criaram, no norte da Chapada Diamantina, aldeamentos missionários, para a catequese e proteção dos indígenas locais. No entanto, devido aos constantes ataques da Casa da Torre e da Ponte às missões, os padres da Companhia de Jesus abandonaram-nas, sendo substituídos pelos franciscanos.
Em 1682, foi criada a Freguesia de Santo Antônio da Jacobina Velha, sediada no aldeamento missionário de São Francisco Xavier, localizado nos arredores do que é hoje a cidade de Campo Formoso, fundado em 1666 pelos jesuítas Jacob Roland e João de Barros.
No final do século XVII e inicio do século XVIII, bandeirantes paulistas que estavam em Cachoeira seguiram pelo curso do Rio Paraguaçu, chegando à região do atual município de Jacobina para realizar “guerra justa” contra os indígenas, mas acabaram descobrindo ouro nessa área. A descoberta de ouro em Jacobina e arredores trouxe para essa área um grande número de desbravadores portugueses e paulistas, além de muitos escravos africanos para trabalhar nas jazidas.

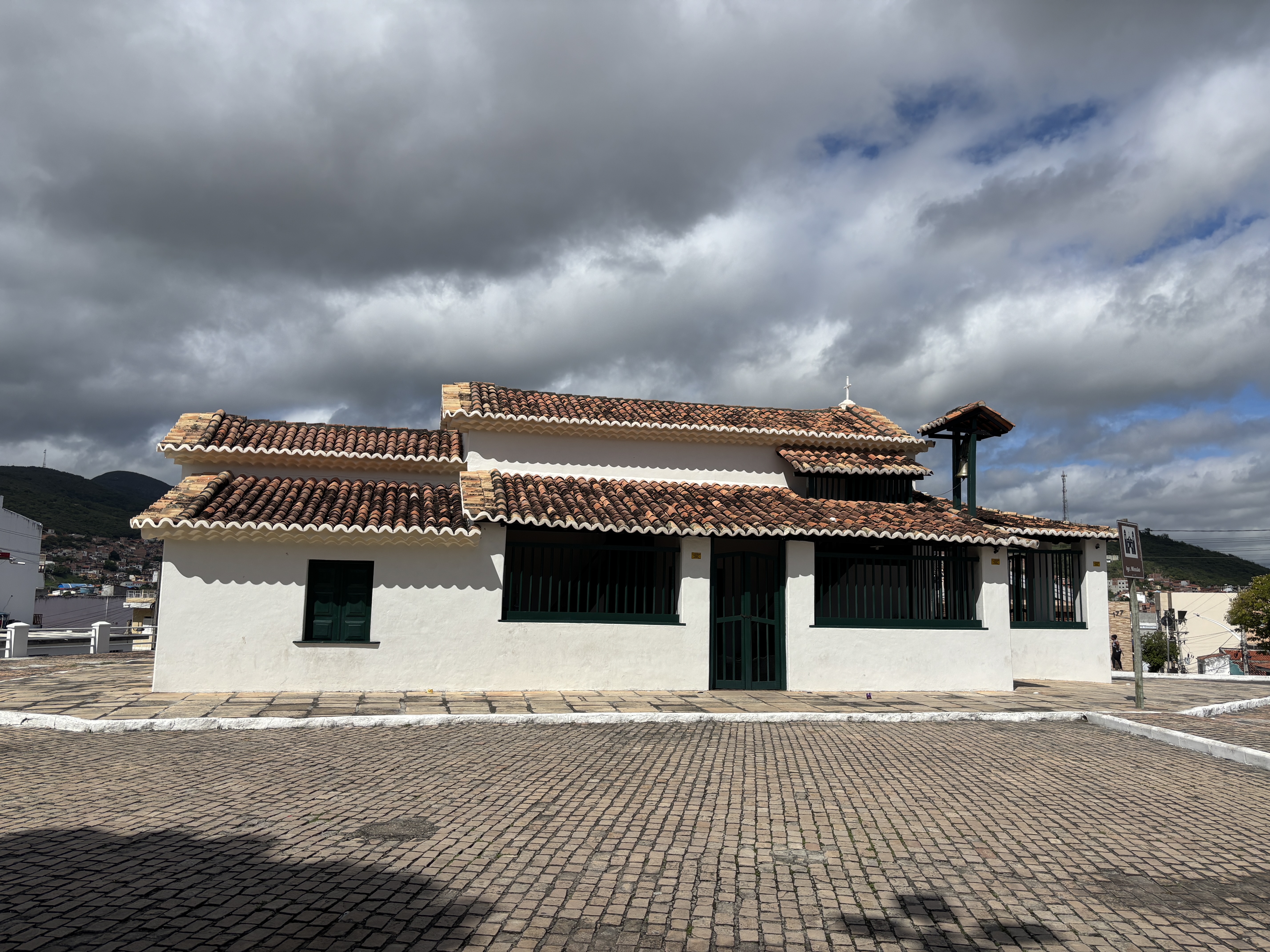
Igreja da Missão

Em 1706, sob o incentivo do latifundiário Antônio da Silva Pimentel, possuidor de terras na região, que havia peticionado no ano anterior para a rainha infante de Portugal, foi estabelecida, no local em que hoje é a cidade de Jacobina, o aldeamento missionário denominado Missão do Bom Jesus da Glória de Jacobina, fundado por missionários franciscanos, que contava com uma capela construída no mesmo ano da fundação. A capela do Bom Jesus da Glória e viria a ser tornar conhecida no futuro como "Igreja da Missão".
Com o aldeamento missionário de Bom Jesus da Glória de Jacobina, os franciscanos reuniram os indígenas remanescentes, com destaque para os paiaiás, com o propósito de catequizá-los. Esta foi a missão religiosa que existiu por mais tempo na região, tendo existido até 1847.
Escravidão
Apesar de ter sido invisibilizada durante muito tempo pelas narrativas historiográficas centradas nas regiões litorâneas da Bahia, a freguesia de Santo Antônio de Jacobina esteve significativamente inserida no sistema escravista entre os séculos XVII e XIX. No século XVIII, esse território foi palco de muitas descobertas de jazidas de metais preciosos. As descobertas auríferas tiveram um grande impacto na demanda do transporte de escravizados da costa ocidental africana para os sertões da América Portuguesa, em vistas do aumento da necessidade de mão de obra. À época, o trabalho escravo era essencial para a constituição da economia de uma sociedade mineradora, sendo um serviço extremamente árduo, considerando que a vida útil de um escravizado na mineração, geralmente, não ultrapassava os 10 anos.
No século XVII, a média de posse de escravizados na mesma região era de 2 cativos por senhor, e apesar de custar caro manter um cativo, sua presença estava na grande maioria entre os pequenos proprietários. Nesse período, ter cativos não significava apenas possuir mão de obra, mas principalmente, configurava poder e status àqueles que os possuíam. Entre 1816-1820, os senhores da freguesia já possuíam, em sua maioria, de 3 a 4 cativos. Sendo importante destacar que provavelmente a posse de alguns deles não tenha sido registrada nos documentos. Os números podiam ser consideravelmente maior, de forma que a posse de escravizados na região, apesar de composta em sua maioria por pequenos proprietários, variava também para grandes proprietários, como é o caso do Capitão-mor Antônio Lopes Cesar e João Sahagem de Miranda, o primeiro com aproximadamente 12 e o segundo com 20 escravos. Havia ainda nesse meio, a presença de uma mulher, Maria Vicência do Espírito Santo, que se destaca nem só pelos 17 escravos que tinha sob sua posse, como também por estar inserida num comércio composto majoritariamente por homens.
Embora a compra destes existisse, a maioria nesse período eram considerados crioulos, ou seja, escravizados nascidos no Brasil, fruto da convivência entre diversos grupos étnicos. Assim, compreende-se que a força de trabalho forçada em Jacobina era constituída, essencialmente, pela reprodução natural.
Os batismos dos escravos eram realizados na Igreja Matriz de Santo Antônio, refletindo a presença dessa população. De 1815 a 1821, segundo historiadores, 11% da população batizada era composta por escravizados. Dos 258 escravizados nesse período, apenas 17 eram africanos, pertencentes a diversas nações que, nesse contexto, representam identidades étnicas criadas na época da diáspora. Sendo assim, 8 deles eram da África Ocidental (Calhabá, Nagô, Tapa, Bornon, Jeje, Haussá), 6 eram da África Centro-Ocidental (Benguela, Cabinda, Gabinda e Congo) e 3 eram da costa.

### A Vila de Santo Antônio de Jacobina
Graças ao desenvolvimento da região devido às minas de ouro, uma carta régia de 5 de agosto de 1720 criou a vila de Santo Antônio de Jacobina, sediada na Missão de Nossa Senhora das Neves do Sahy, aldeamento missionário fundado pelos franciscanos em 1697 no atual território municipal de Senhor do Bonfim, e instalada em 2 de junho de 1722, em uma cerimônia presidida por Pedro Barbosa Leal, representando o governador da capitania e o vice-rei. Pelo fato da Missão do Sahy estar longe das jazidas de ouro, a sede da vila foi transferida, em 15 de fevereiro de 1724, para a Missão do Bom Jesus da Glória de Jacobina.
A exploração aurífera prosseguia fora do controle oficial e em escala tão crescente que a Coroa Portuguesa, para melhor garantir a arrecadação do seu dízimo, por Provisão do Conselho Ultramarino de 13 de maio de 1726, determinou que o Governador da Capitania da Bahia criasse duas casas de fundição, uma em Minas do Rio de Contas e outra em Jacobina, esta última instalada em 5 de janeiro de 1727. O resultado foi surpreendente e auspicioso, arrecadando-se, na mina de Jacobina, em apenas dois anos, cerca de 3.841 libras de ouro, não obstante a difícil fiscalização sobre atividade de tal natureza.
Em 4 de fevereiro de 1743, foi instalado o termo da comarca de Jacobina pelo desembargador Manuel da Fonseca Brandão. Desde então, Jacobina passou a contar com um órgão da Justiça Colonial portuguesa para resolver os conflitos locais.
A freguesia de Santo Antônio de Jacobina Nova foi criada em 1752, 32 anos após a criação da vila. Recebeu a qualificação de nova para diferir da Freguesia de Santo Antônio de Jacobina criada no século XVII.
O território original da Vila de Santo Antônio de Jacobina era imenso - estendendo-se por aproximadamente 300 léguas e abrangendo áreas desde Rio das Contas, Palmas de Monte Alto, Cachoeira, e indo até os limites com o atual estado de Sergipe, nas proximidades da Cachoeira de Paulo Afonso - e sofreu grandes perdas ao longo do tempo, com a criação das vilas de Minas do Rio de Contas (atual Rio de Contas, 1725), Santo Antônio do Urubu (atual Paratinga, 1745), Vila Nova da Rainha (atual Senhor do Bonfim, 1797), Sento Sé (1832) e Riachão do Jacuípe (1878).

### Jacobina durante o Brasil Independente
Em 21 de outubro de 1822, a Câmara Municipal da vila de Santo Antônio de Jacobina jurou lealdade ao imperador D. Pedro I pela proclamação da independência, antes mesmo da independência da Bahia, ocorrida em 2 de julho de 1823.
Na década de 1840, a descoberta de diamantes em regiões mais ao sul da Chapada Diamantina, como Lençóis e Mucugê, levou muitos jacobinenses a migrarem para essas jazidas diamantíferas, enquanto as jazidas auríferas de Jacobina estavam em declínio há décadas.
O declínio das atividades locais foi o motivo principal motivo da demora da vila de Santo Antônio de Jacobina ser elevada à categoria de cidade, o que ocorreu somente em 28 de julho de 1880, pela Lei Provincial 2.049, valendo-lhe o título de "Agrícola Cidade de Santo Antônio de Jacobina" (mais tarde, apenas Jacobina). Sua instalação ocorreu em 11 de janeiro de 1893, após a Proclamação da República, quando o governador do estado era Joaquim Manoel Rodrigues Lima.

### Jacobina no período republicano
Em sua história republicana, Jacobina perdeu território para a criação dos municípios de Saúde (1914 e 1933), Caém (1962), Serrolândia (1962), Várzea Nova (1985), Capim Grosso (1985), Ourolândia (1989) e São José do Jacuípe (1989).

## Geografia
O município situa-se entre serras e desfiladeiros, na zona fisiográfica do Noroeste Baiano, e é parte do Território de Identidade do Piemonte da Chapada Diamantina. Também está incluído no Polígono das secas. Tida como "a capital da Chapada Norte", Jacobina está localizada nas Coordenadas geográficas 11° 10’ de latitude Sul e 40° 30’ de longitude Oeste.
O clima da cidade é segundo a Classificação climática de Köppen-Geiger do tipo AW - quente, com duas estação definidas (o inverno e o verão).
Segundo dados do Instituto Nacional de Meteorologia (INMET), referentes aos períodos de 1961 a 1970, 1973 a 1980, 1986 a 1989 e a partir de 1993,a menor temperatura registrada em Jacobina foi de 9,6 °C em 21 de agosto de 1966, e a maior atingiu 38,9 °C em 19 de dezembro de 1994. O maior acumulado de precipitação em 24 horas foi de 142,4 milímetros (mm) em 6 de janeiro de 1994. Março de 1997, com 821,7 mm, foi o mês de maior precipitação.
| Dados climatológicos para Jacobina | Dados climatológicos para Jacobina | Dados climatológicos para Jacobina | Dados climatológicos para Jacobina | Dados climatológicos para Jacobina | Dados climatológicos para Jacobina | Dados climatológicos para Jacobina | Dados climatológicos para Jacobina | Dados climatológicos para Jacobina | Dados climatológicos para Jacobina | Dados climatológicos para Jacobina | Dados climatológicos para Jacobina | Dados climatológicos para Jacobina | Dados climatológicos para Jacobina |
| Mês | Jan                                | Fev                                | Mar                                | Abr                                | Mai                                | Jun                                | Jul                                | Ago                                | Set                                | Out                                | Nov                                | Dez                                | Ano                                |
| --- | ---------------------------------- | ---------------------------------- | ---------------------------------- | ---------------------------------- | ---------------------------------- | ---------------------------------- | ---------------------------------- | ---------------------------------- | ---------------------------------- | ---------------------------------- | ---------------------------------- | ---------------------------------- | ---------------------------------- |
| Temperatura máxima recorde (°C) | 38,3                               | 37,4                               | 38,3                               | 36,7                               | 35,9                               | 33                                 | 33,9                               | 35,4                               | 38                                 | 38,3                               | 37,8                               | 38,9                               | 38,9                               |
| Temperatura máxima média (°C) | 31,9                               | 32,3                               | 31,6                               | 30,1                               | 28,3                               | 26,5                               | 26,3                               | 27,4                               | 29,6                               | 31,5                               | 31,7                               | 31,5                               | 29,9                               |
| Temperatura média compensada (°C) | 26,1                               | 26,3                               | 25,9                               | 24,9                               | 23,4                               | 22                                 | 21,4                               | 22,1                               | 23,8                               | 25,3                               | 25,8                               | 25,8                               | 24,4                               |
| Temperatura mínima média (°C) | 21,5                               | 21,7                               | 21,8                               | 21,2                               | 20                                 | 18,9                               | 18,1                               | 18,3                               | 19,5                               | 20,5                               | 21,1                               | 21,4                               | 20,3                               |
| Temperatura mínima recorde (°C) | 10,8                               | 12,8                               | 12,4                               | 11,8                               | 11                                 | 10,8                               | 10                                 | 9,6                                | 10                                 | 10                                 | 13,2                               | 12,4                               | 9,6                                |
| Precipitação (mm) | 104,5                              | 67,9                               | 136,8                              | 82,1                               | 45,9                               | 42,2                               | 36,7                               | 33,6                               | 21,8                               | 30,2                               | 83,8                               | 101,1                              | 786,6                              |
| Dias com precipitação (≥ 1 mm) | 6                                  | 5                                  | 9                                  | 8                                  | 7                                  | 8                                  | 8                                  | 7                                  | 5                                  | 4                                  | 5                                  | 5                                  | 77                                 |
| Umidade relativa compensada (%) | 65,4                               | 63,9                               | 69,4                               | 73,7                               | 75,6                               | 78                                 | 76                                 | 71,6                               | 64,7                               | 61,9                               | 63,8                               | 67,3                               | 69,3                               |
| Insolação (h) | 242,5                              | 219,8                              | 220,3                              | 201                                | 176,5                              | 153,7                              | 178,1                              | 202,2                              | 217                                | 233,3                              | 213,2                              | 220,5                              | 2 478,1                            |
| Fonte: Instituto Nacional de Meteorologia (INMET) (normal climatológica de 1981-2010; recordes de temperatura: 01/01/1961 a 31/12/1970 e 01/01/1973-presente) |                                    |                                    |                                    |                                    |                                    |                                    |                                    |                                    |                                    |                                    |                                    |                                    |                                    |

Já foram registrados no município tremores de terra.

## Demografia
O município possui uma população de 79.247 habitantes, segundo dados de 2010 do IBGE, e uma estimativa de 80.635 pessoas no ano de 2020.

## Educação
Entre as principais instituições de ensino superior presentes em Jacobina estão a Universidade do Estado da Bahia (Uneb) — campus IV, a Faculdade Ages, o Instituto Federal da Bahia (IFBA).
As escolas públicas que ofertam o Ensino Médio na cidade são o Centro Educacional Deocleciano Barbosa de Castro, o Centro Territorial de Educação Profissional do Piemonte da Diamantina II (CETEP) e o Colégio Estadual de Jacobina (antigo Colégio Modelo).   
Entre as escolas públicas que oferecem o ensino fundamental II estão o Colégio Municipal Gilberto dias de Miranda (COMUJA), Escola Municipal Armando Xavier, Escola Municipal Núbia Mangabeira Guerra, Escola Municipal Professora Beatriz Guerreiro Moreira de Freitas e outras.

## Subdivisões
Distritos de Jacobina
- Lages do Batata: pequeno povoado situado a 34km de distância da sede do município, onde residem aproximadamente 3 mil habitantes, possui baixa renda per capita, provinda principalmente de trabalhos agrícolas e especialmente do Sisal (planta cultivada na região).
- Junco: Maior distrito de Jacobina.
- Cachoeira Grande: pequeno povoado situado a 29km de distância da sede do município, onde residem aproximadamente 2 mil pessoas, possui baixa renda per capita, provinda da agricultura e do turismo do rio que desce da barragem que fica 3km acima do povoado.
- Caatinga do Moura: pequena vila, muito aconchegante, está situada a 45km de distância da sede do município, onde residem aproximadamente 2 mil habitantes, bastantes distribuídos por ao longo de um vale-verde, sendo a principal atividade econômica, a cultura de alimentos, dos quais se destacam bananas para a produção de doce, alho e outras culturas que se favorecem do clima úmido. A história do nome do distrito vem do Sr. Moura, que prestava serviços para o Sr. Alexandre Marques, este veio de Portugal com dinheiro trazido da Coroa Portuguesa, com o objetivo de formar uma expedição e assim explorar o interior do estado da Bahia. Por causa da Caatinga do Moura, Jacobina foi a primeira cidade produtora de alho do Brasil.[46]
- Itapeipu.
- Itaitu, ou Riachão de Jacobina como também é chamada, é uma pequena vila, situada ao sul da sede, a aproximadamente 25km de distância, sendo 11 pavimentados e 14 de estradas vicinais que sofre variações de acordo com a estação climática (chuvas). O nome Itaitu é de origem indígena, que significa pedra grande; é um local ambientalmente muito atrativo para o turismo ecológico.[47]

 Bairros 
- Bairro da Bananeira

## Cultura

### Patrimônio cultural
O município de Jacobina é rico em patrimônio cultural. Ele tem em seu território quatros bens tombados pelo Instituto do Patrimônio Artístico e Cultural da Bahia (IPAC), ou seja, são reconhecidos quatro Patrimônios Culturais da Bahia em seu território. Destes, dois são tombados pelo Estado, e dois são tombados pela União, sendo: a Capela de Bom Jesus da Glória, e a Igreja da Missão (ambos tombados pela União); e a Casa da Praça Castro Alves, n.° 61, e a Igreja Matriz de Santo Antônio (estes tombados pelo Estado).

### Festa de Santo Antônio
Comemorada no dia 13 de junho a festa dedicada a Santo Antônio o padroeiro de Jacobina, inclui em sua celebração três dias de preparação espiritual, além de missas e uma procissão pelas ruas da cidade. A origem da devoção a Santo Antônio em Jacobina remonta ao período colonial, quando o arraial local foi elevado à categoria de Vila de Santo Antônio de Jacobina nomeação que refletia a influência religiosa da época e a presença significativa dos franciscanos na região.
A festividade ocorre em etapas, a novena que tem como recolher doações para o evento, Véspera de Pentecostes onde é celebrada a missa e ocorre a queima de fogos, Saída da Bandeira pela cidade desde a igreja da Matriz ate a Missão, Cortejo Imperial procissão que ocorre no Domingo de pentecostes vindo da igreja da Missão para a Matriz, Sorteio do imperador e Alferes onde decide quem recebera os cargos no ano seguinte, e por fim a entrega da Coroa e Bandeira aos escolhidos simbolizando que serão guardiões da festa e devem mantê-la viva.

### A Festa do Divino Espírito Santo(Pentecostes)
A origem: A Festa do Divino Espírito Santo teve origem em Portugal, no século XIV, durante um período difícil para o país, em meio às crises políticas e econômicas. A rainha portuguesa Isabel de Aragão, que era uma grande religiosa, abdicou do trono em favor do Divino Espírito Santo, como um gesto de fé. Ela colocou a coroa, o cetro e o estandarte real no altar da igreja, pedindo ajuda divina para o seu país. A partir dessa ação, a situação em Portugal começou a melhorar, e a rainha retomou o trono. Como forma de agradecimento, ela passou a repetir a cerimônia todos os anos. Essa tradição se espalhou e chegou ao Brasil com os portugueses e os padres missionários. Em Jacobina, acredita-se que a festa começou por volta de 1864.

#### Etapas da encenação
Novena (período de 9 dias antecedem a pentecostes) do Divino: É a preparação religiosa para a Festa do Divino, que acontece todo ano, no período de Pentecostes (50 dias após à Páscoa). Durante esse período, equipes das Paróquias de Santo Antônio de Jacobina e de São José Operário, jurisdicionadas à Diocese de Bonfim [Forania- V] visitam capelas e casas nas comunidades, tanto na zona rural quanto urbana. Nessas visitas, são cantadas músicas que falam sobre os feitos do Divino Espírito Santo e recolhidas doações para a festa. Além disso, a novena serve para espalhar a palavra de Deus e aproximar as pessoas da celebração.
Cortejo Imperial: Procissão solene que acontece no Domingo de Pentecostes. Durante o trajeto da Igreja da Missão até a Matriz, é libertado um prisioneiro como símbolo de misericórdia. Esse gesto faz parte da tradição portuguesa que foi mantida na festa.

### A Marujada

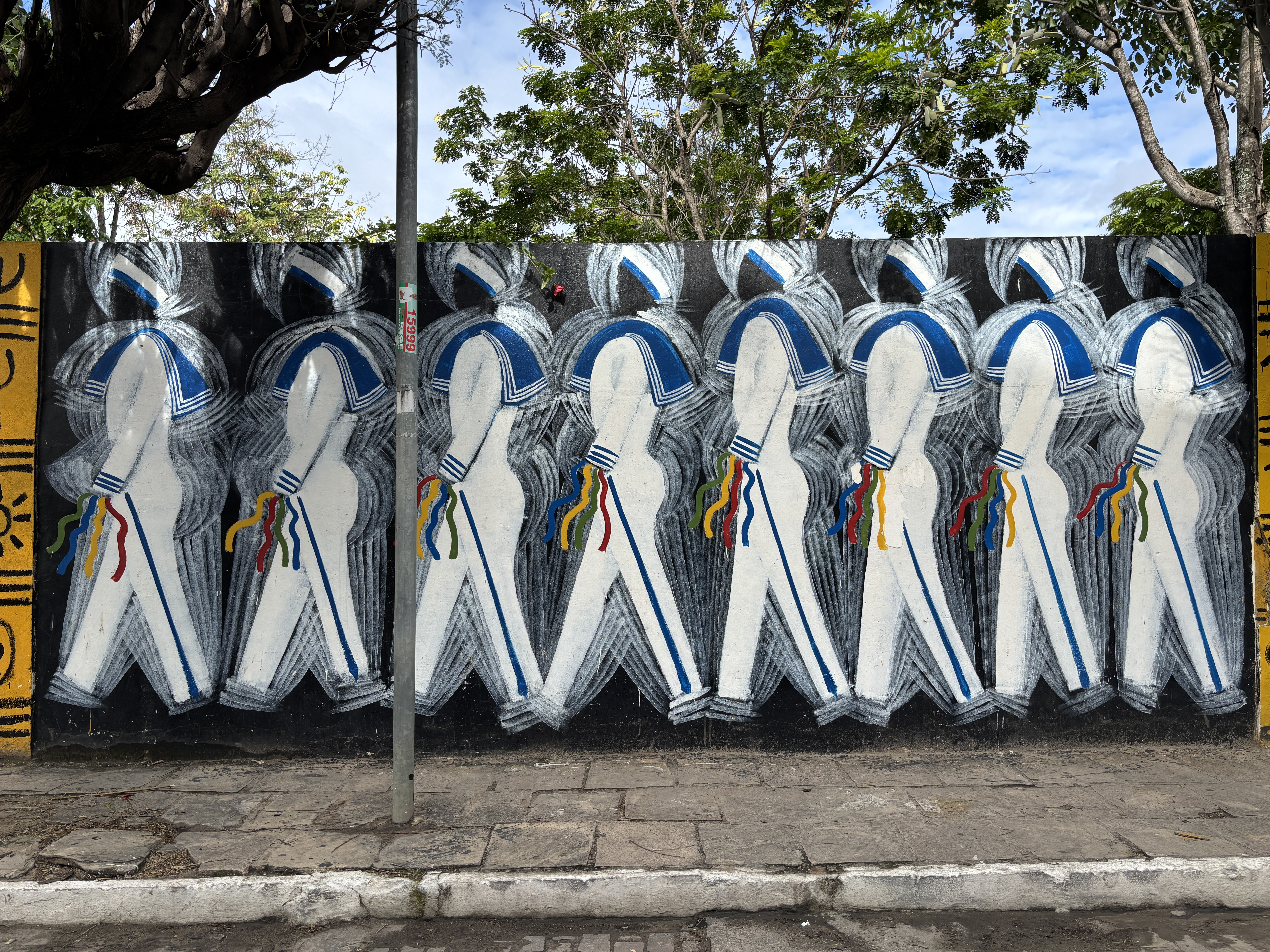
Marujada - Cícero Matos

A  é uma das manifestações popular que pertence ao repertório cultural da cidade e existe há mais de 200 anos. É uma tradição de rua que é parte da história do lugar e remonta a tradições do período colonial, entrelaçando, assim o passado e o presente de Jacobina. A Marujada rende homenagem a São Benedito, a quem está relacionada toda sua simbologia de origem, pois era o santo negro de devoção dos escravizados, e traz em seus entrelaços resistência ao coronelismo, devoção religiosa e organização social.
Criada a partir das famílias Caranguejo e Capim responsáveis por iniciar a Marujada, é formada por um grupo de homens, em sua maioria negros, posteriormente é que entrou a família Labatut. Quem fundou foi Benedito Caranguejo, acredita-se que o fundador Benedito Caranguejo foi escravizado ou descendente de escravizados.

### Os Cão

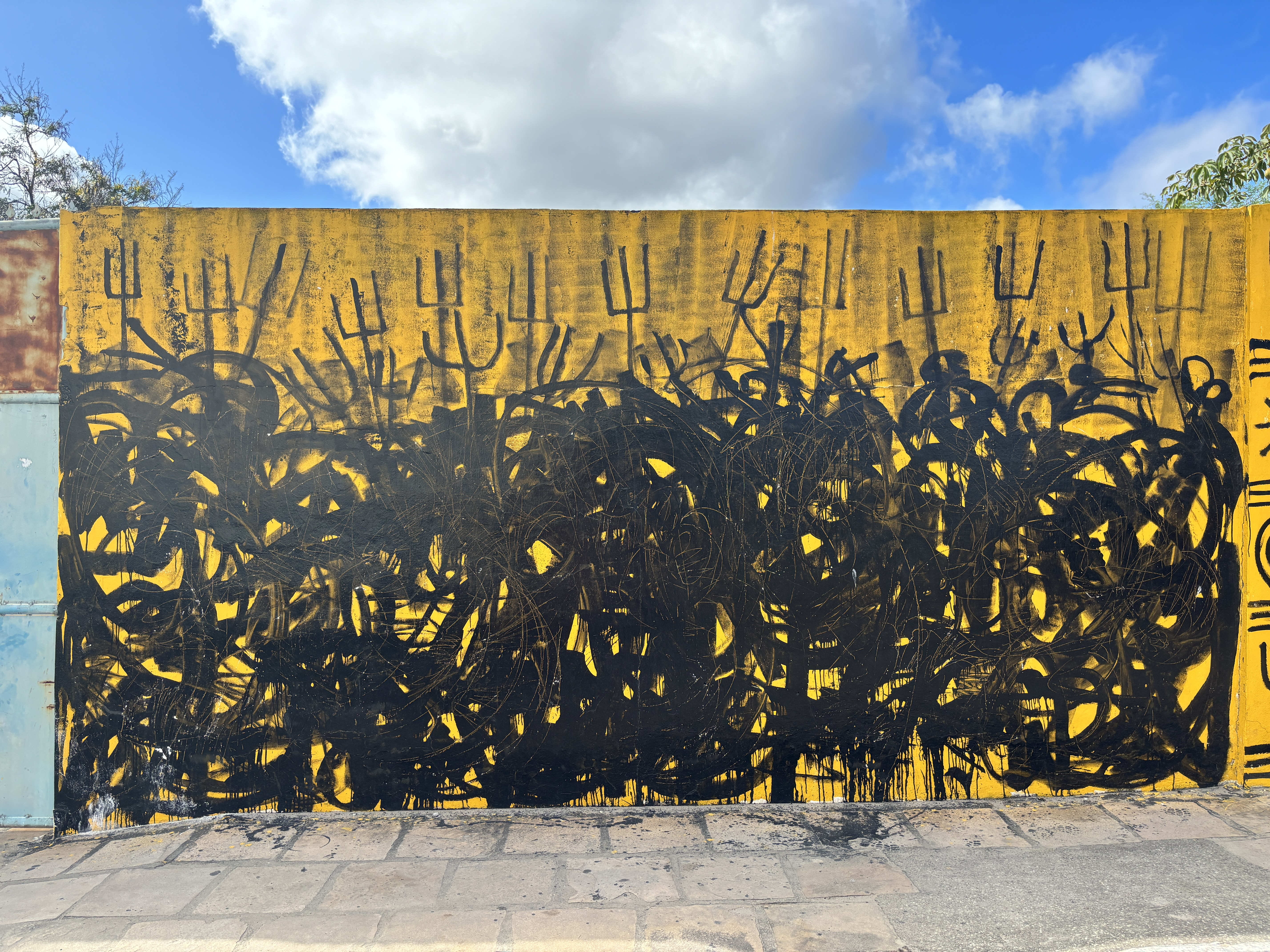
Os Cão - Painel de Cícero Matos

Os Cão  é um grupo folclórico da cidade que surgiu por volta da década de 1940 com o intuito de compor a Micareta jacobinense, além de ser considerado, também, um teatro. iniciado por Valdemar Pereira de Conceição, conhecido como “Fecha Beco”. com a intenção de protestar contra o fim do Carnaval e início da Quaresma, pois as festas eram proibidas pela igreja católica nesse período.
Além dos Cão, a brincadeira também é constituída por outros personagens: São Miguel, na representação de um anjo, uma alma que acaba de chegar ao mundo dos mortos, e é cobiçada pelos Cão, uma mulher, dita como esposa do diabo-chefe, e o malandro Zé Pilintra.                          

### Jogos e brincadeiras típicas em Jacobina
Os jogos e brincadeiras estão muito presentes na cultura local da cidade, com algumas sendo classificadas como brincadeiras da cultura popular de Jacobina como Atirar com badogue, modelar argila e pia.  E Outras dessas recebem a classificação de brincadeiras da cultura contemporânea das crianças jacobinenses, entre elas estão: Pular corda, Amarelinha, Brincar de correr,  Esconde-esconde (É-u)  e  Bate Caixão. Além das brincadeiras fazerem parte da cultura, já se reconhece a importância das brincadeiras no processo de desenvolvimento infantil. Um exemplo disso é a Amarelinha, que contribui para que a criança aprimore seu equilíbrio, percepção espacial, controle do impulso e força física. De maneira semelhante, a brincadeira de Esconde-Esconde estimula outras competências, como a orientação espacial, a contagem, a habilidade de se esconder, além de exigir controle da respiração etc.. Grande parte dessas ocorrem em grupo, o que também favorece o desenvolvimento da comunicação oral, o aprimoramento das interações sociais, o respeito ao tempo e ao espaço dos colegas e a capacidade de cooperação. Todas essas aprendizagens acontecem de maneira espontânea, sem que a criança se dê conta, já que o principal propósito da brincadeira, para ela, é simplesmente se divertir no ambiente em que está inserida.

### Quadrilha Junina Asa Branca Jacobina/ BA

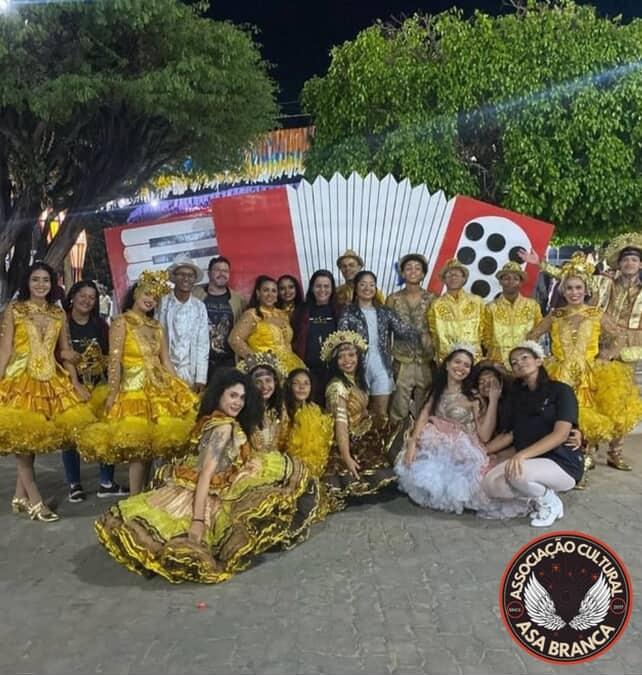
Apresentação da Quadrilha Asa Branca Jacobina, no município de Várzea Nova-BA, em 20 de Junho de 2024.

#### História:
A Quadrilha Junina Asa Branca Jacobina foi fundada sob a liderança da conselheira tutelar Cida Souza, em 2017, na cidade de Jacobina. O Grupo nasceu com o objetivo de afastar jovens e adolescentes do caminho do crime, oferecendo uma alternativa saudável baseada na arte, na disciplina e no espírito coletivo das festas juninas. A Asa Branca percorre uma trajetória marcada por superação, impacto social e crescimento artístico, se consolidando como um movimento cultural e transformador. Ao longo dos seus 9 anos de existência, a quadrilha tem sido um importante veículo do poder da cultura popular como instrumento  de mudança.                

#### Inclusão Social
A Quadrilha Asa Branca tem conquistado admiradores por onde passa, seus espetáculos encantam o público, transmitindo valores importante e inspirando àqueles que tem a oportunidade de presenciar sua arte. Os participantes, unidos pela dança, abraçam a diversidade e promovem a inclusão social, construindo um espaço acolhedor para todos brilharem juntos, com um trabalho pautado na inclusão, responsabilidade e disciplina.

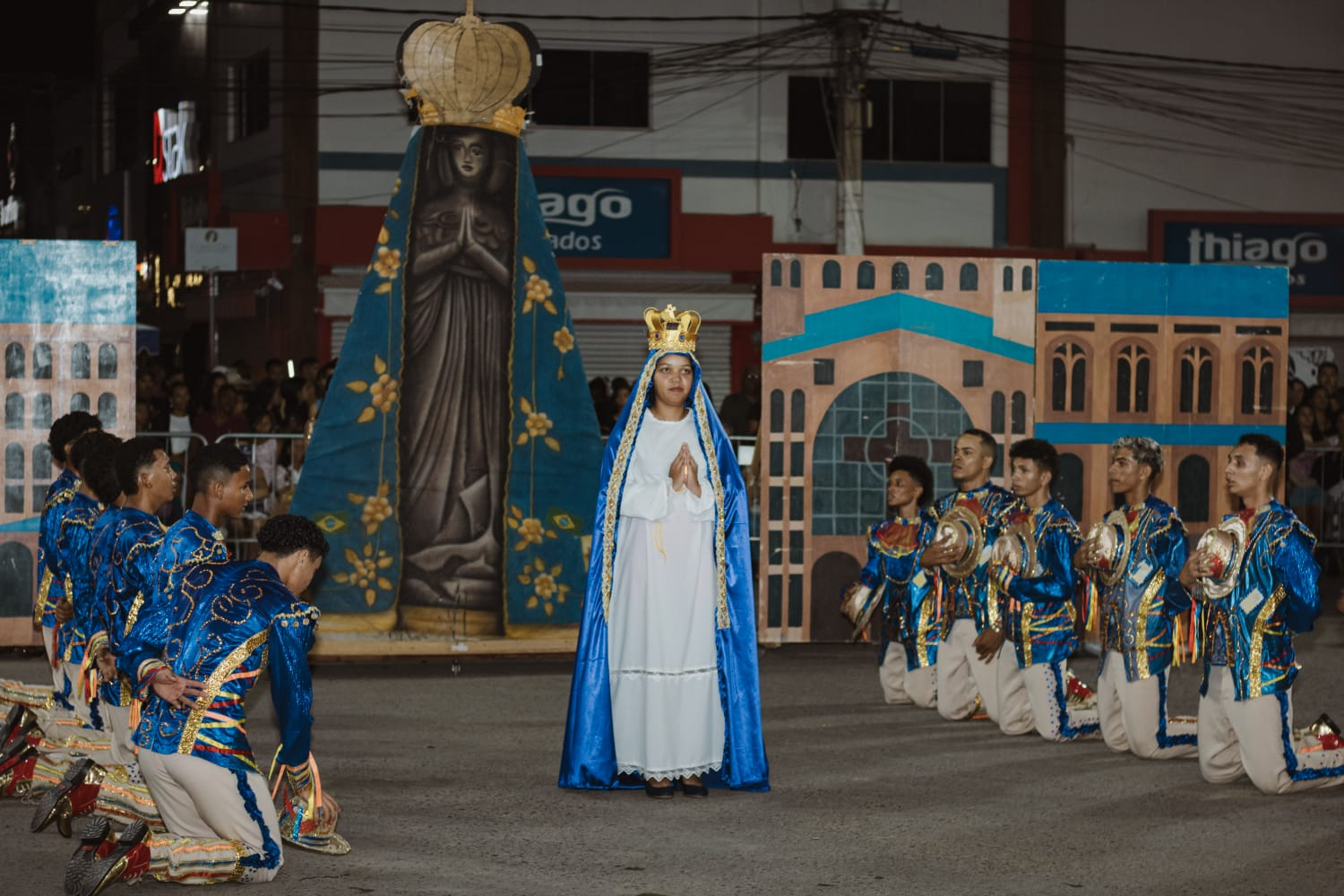
Apresentação da Quadrilha Asa Branca, na cidade de Irecê- BA em 31 de maio, 2025.

A Asa Branca Jacobina é um exemplo inspirador de como a dança e a cultura junina podem ser utilizados para promover a transformação positiva na vida de jovens e na comunidade. Com valores fundamentados na responsabilidade, disciplina e inclusão social, a associação busca criar um ambiente acolhedor e seguro para que os jovens se sintam valorizados e capazes de alcançar seus objetivos, além de utilizarem a dança e a cultura junina como ferramenta para promover o desenvolvimento pessoal e social dos jovens.

#### Missão
. Promover a diversidade, cultura e lazer.                         
. Resgatar a auto estima e desenvolver o potencial dos jovens.                                                 

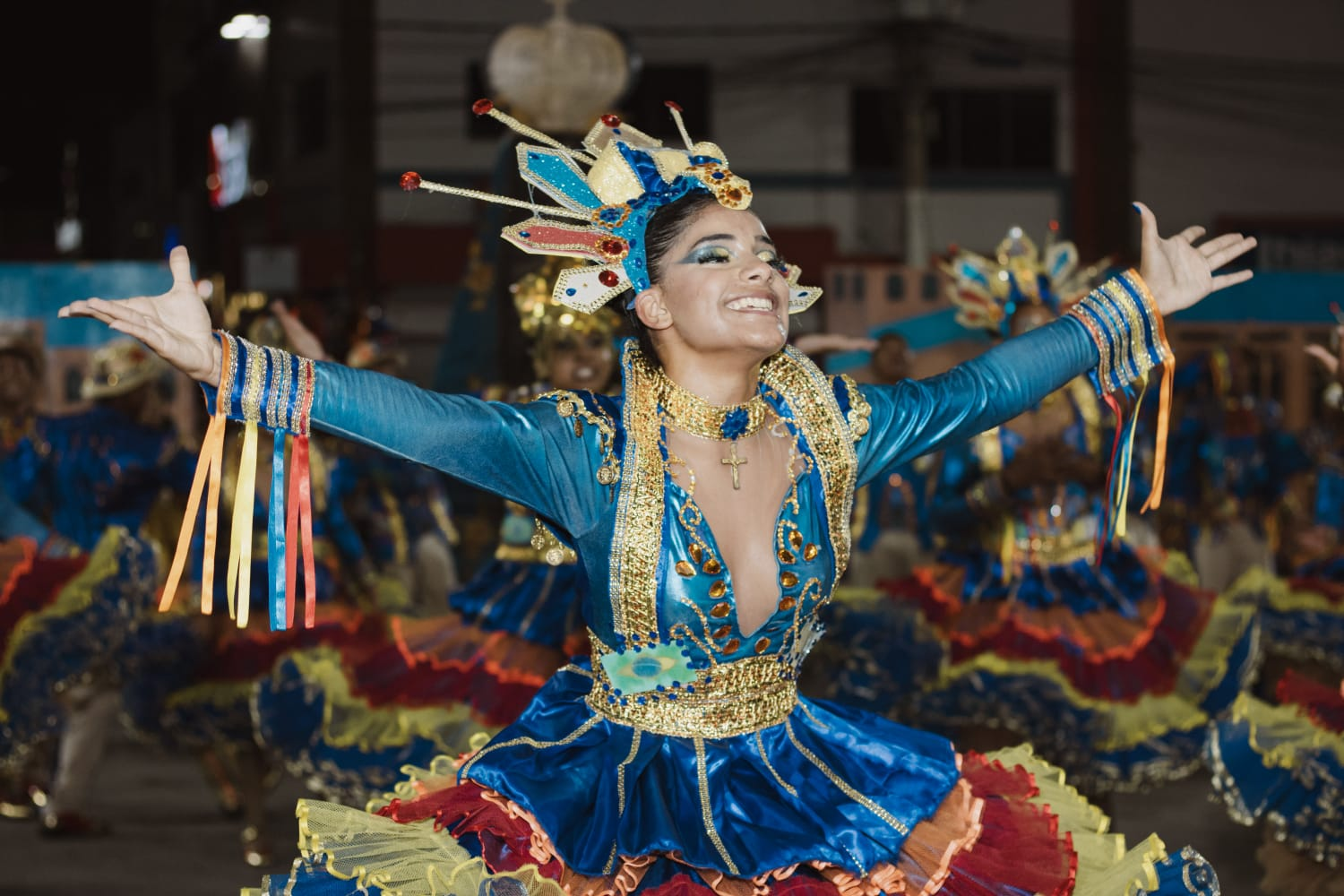
Quadrilha Asa Branca Jacobina, em 30 de maio, 2025.

. Estimular o espírito de equipe e a inclusão social.

#### Valores
. Responsabilidade
. Disciplina
. Inclusão social 

## Literatura
A literatura em Jacobina destaca-se pela rica produção cultural no universo dos gêneros literários com destaque para a produção de contos, crônicas, romances, poesia e literatura de cordel. A produção literária reflete os aspectos históricos, trazendo não apenas a trajetória de autores e obras, mas também os projetos literários, eventos e espaços dedicados à leitura e escrita no município.
| Autor                | Obras                                                               |
| -------------------- | ------------------------------------------------------------------- |
| Adauto Silva         | O Sumiço da Maleta de Couro; O Bem e o Mal: Histórias da Vida Real; |
| Cleber Marcelo Timbó | O Reencontro; Núpcias (2004); Memórias (2014);                      |
| Vanessa Reis         | Interseção (2024)                                                   |
| Rafaela Marques      | Quase Bruxa (2020);                                                 |
| Tainã Aristovolo     | Memórias Não Minhas (2024);                                         |
| Minita Montenegro    | Retalhos de Poesia (2012);                                          |
| Maicom Douglas Matos | Das Lixeiras da Poesia (2022);                                      |
| Caio Araújo          | Brisa (2023);                                                       |
| Gildário Rocha       | Coisas da Vida (1985);                                              |
| Nilza Silva          | Lampejos de um Vaga-lume (2006);                                    |
| Thiago Amorim        | Scintília Poética (2024);                                           |
| Adaelson Neves       | Histórias e Casos de Jacobina (2020);                               |
| Ismael Guedes        | Os Cordéis do Vovô (2012).                                          |

## Personalidades

### Joan Sodré

#### Trajetória
A trajetória de Joan Sodré demonstra o compromisso com a arte engajada, sensível às questões sociais e políticas do país. Sua atuação musical e militante o posiciona como uma voz relevante tanto no cenário cultural quanto na defesa da educação pública. Ao unir poesia, crítica e espiritualidade em suas composições, Sodré reafirma o papel transformador da música na vida das pessoas e na sociedade.

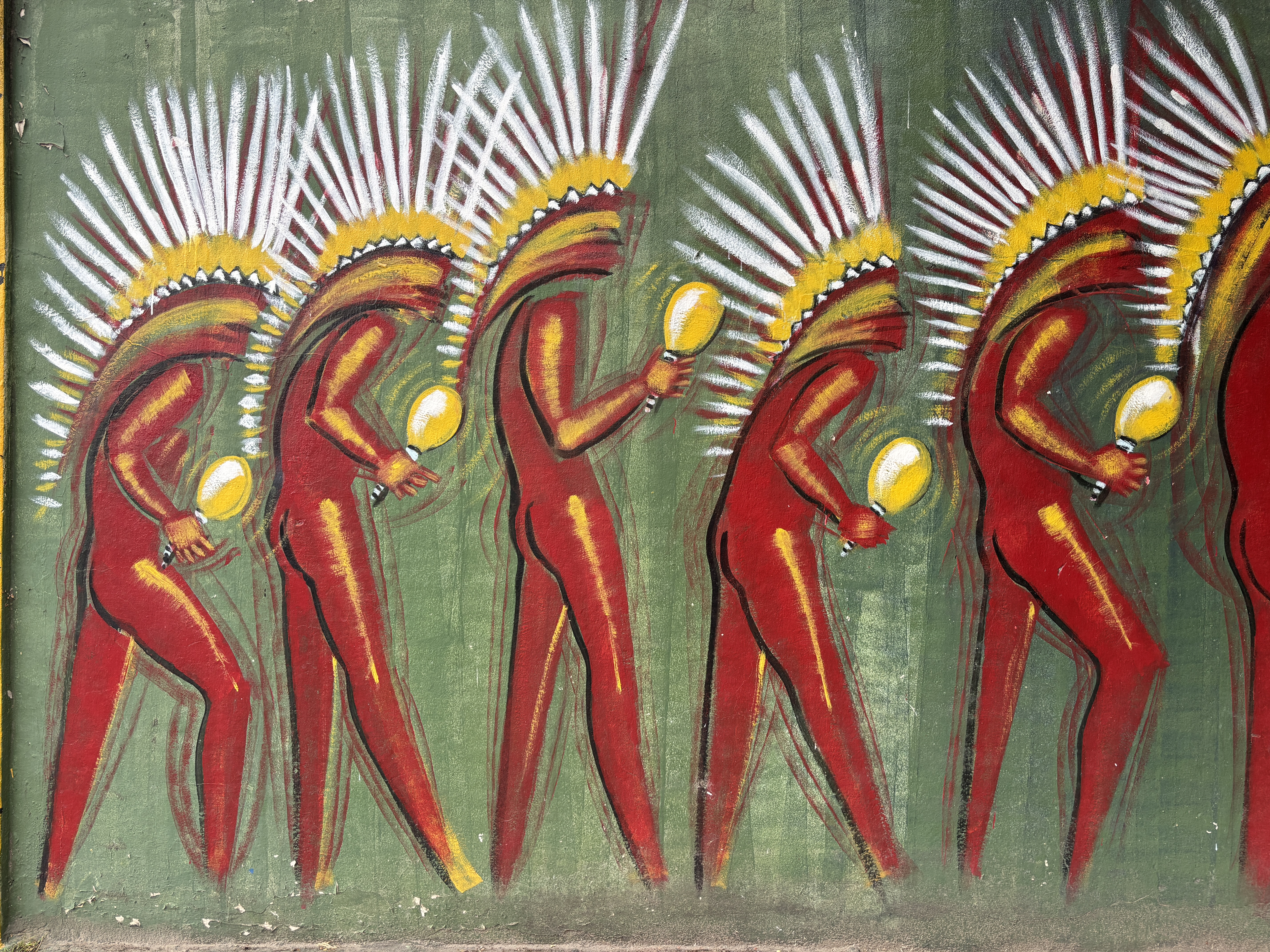
Pintura do artista Cicero Matos nos muros da UNEB

### Cicero Matos
Conhecido artisticamente como CMatos, Cicero Matos Oliveira é um artista plástico brasileiro autodidata, considerado um dos nomes relevantes da produção artística contemporânea do interior da Bahia. Sua produção transita entre pintura, escultura, estamparia e desenho, com ênfase em temas ligados à cultura popular nordestina, à religiosidade e ao cotidiano do interior da Bahia. Ao longo de sua carreira, participou de diversas exposições individuais e coletivas no Brasil e no exterior. 

## Esportes
Jacobina tem como clube de futebol o Jacobina Esporte Clube. Criado oficialmente em 1º de dezembro de 1993, seu mascote/apelido é Jegue da Chapada. O estádio na cidade do clube é o José Rocha. O clube tem destaque no cenário estadual e atualmente luta pela conquista do seu primeiro título baiano.

## Economia
Por causa da exploração de ouro realizada no município, ele está no primeiro lugar da lista dos municípios baianos com maior arrecadação da Compensação Financeira pela Exploração de Recursos Minerais (CFEM) — em 2020, foram mais de R$ 22.9 milhões.
A economia do município de Jacobina, localizado no centro-norte da Bahia, é marcada por uma diversidade de atividades que se destacam em diferentes regiões da cidade. Entre os principais setores econômicos estão a agricultura familiar, a produção artesanal de doce de banana, a geração de energia eólica, turismo e a mineração de ouro. Cada um desses setores contribui de maneira importante para o desenvolvimento da cidade e para a geração de emprego e renda para a população local.

### A feira livre de Jacobina

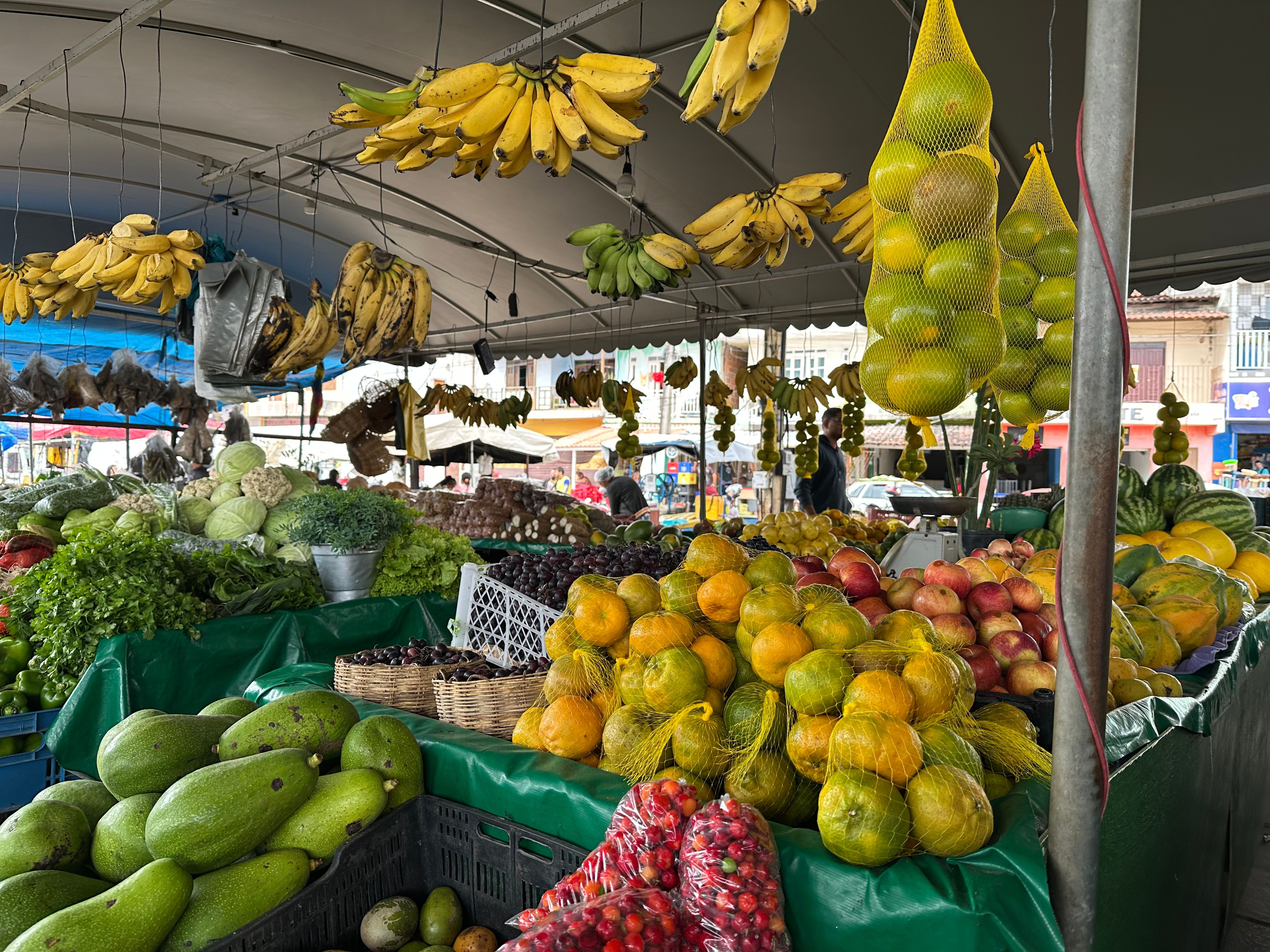
Barraca de frutas posta na Feira Livre de Jacobina

A feira livre de Jacobina é uma das mais tradicionais manifestações comerciais e culturais do município. Esse espaço faz parte do dia a dia da cidade desde muito tempo e tem papel central na vida social e econômica dos moradores. Originalmente instalada na Rua Getúlio Vargas, onde funcionou até o início da década de 1980, ela se destacava pela intensa circulação de pessoas e mercadorias, fortalecendo o comércio local. Este verbete apresenta uma perspectiva histórica da feira livre de Jacobina, destacando sua origem, transformações ao longo do tempo e a relevância que ainda hoje mantém na parte econômica e cultural para o município e toda região.

### Produção de doce de banana em Caatinga do Moura

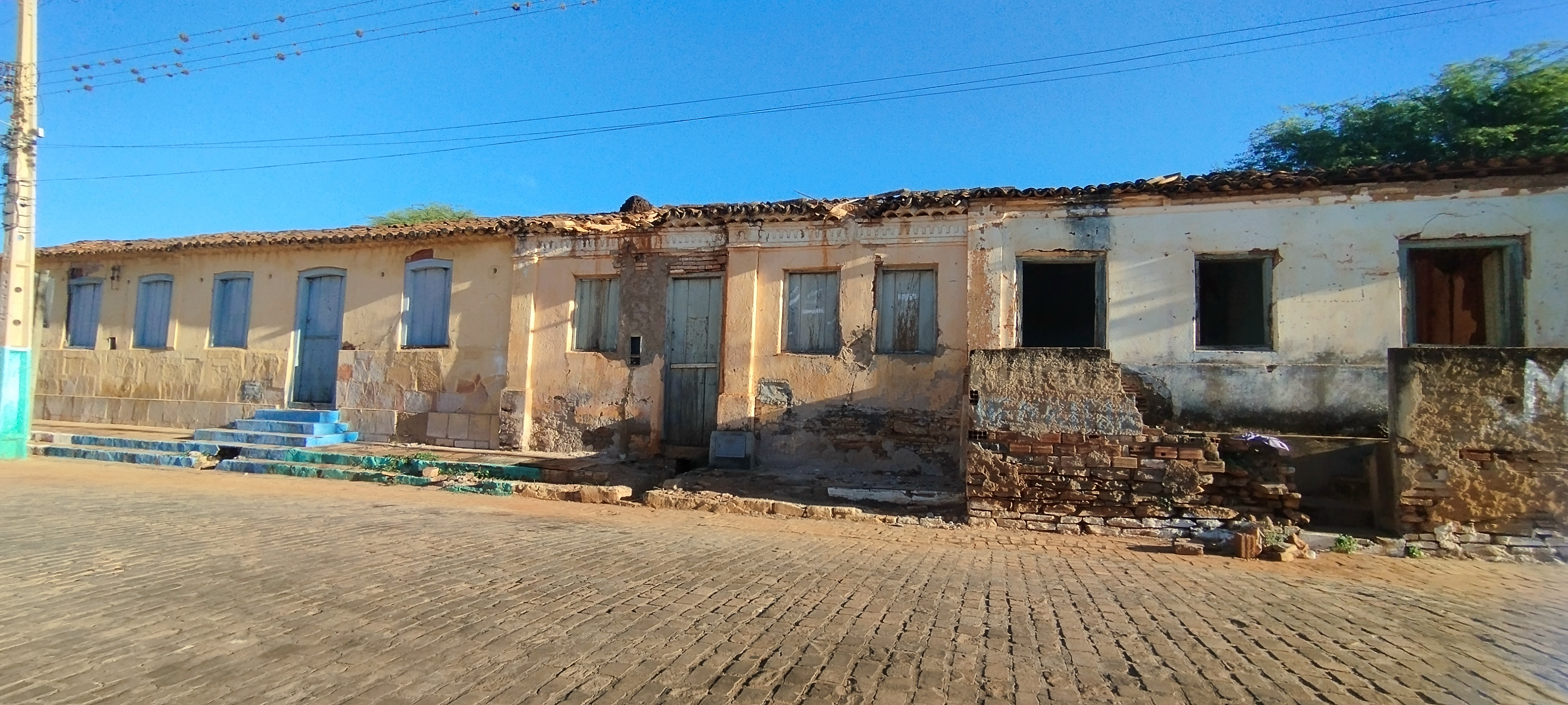
Casarios - Caatinga do Moura

Caatinga do Moura é um distrito rural do município de Jacobina, situado aproximadamente 45 km da sede. Com cerca de 8 mil habitantes, este distrito se destaca pela produção artesanal de doces de banana, uma atividade tradicional que vem sendo mantida de geração em geração e que se tornou uma das principais fontes de renda da comunidade local.

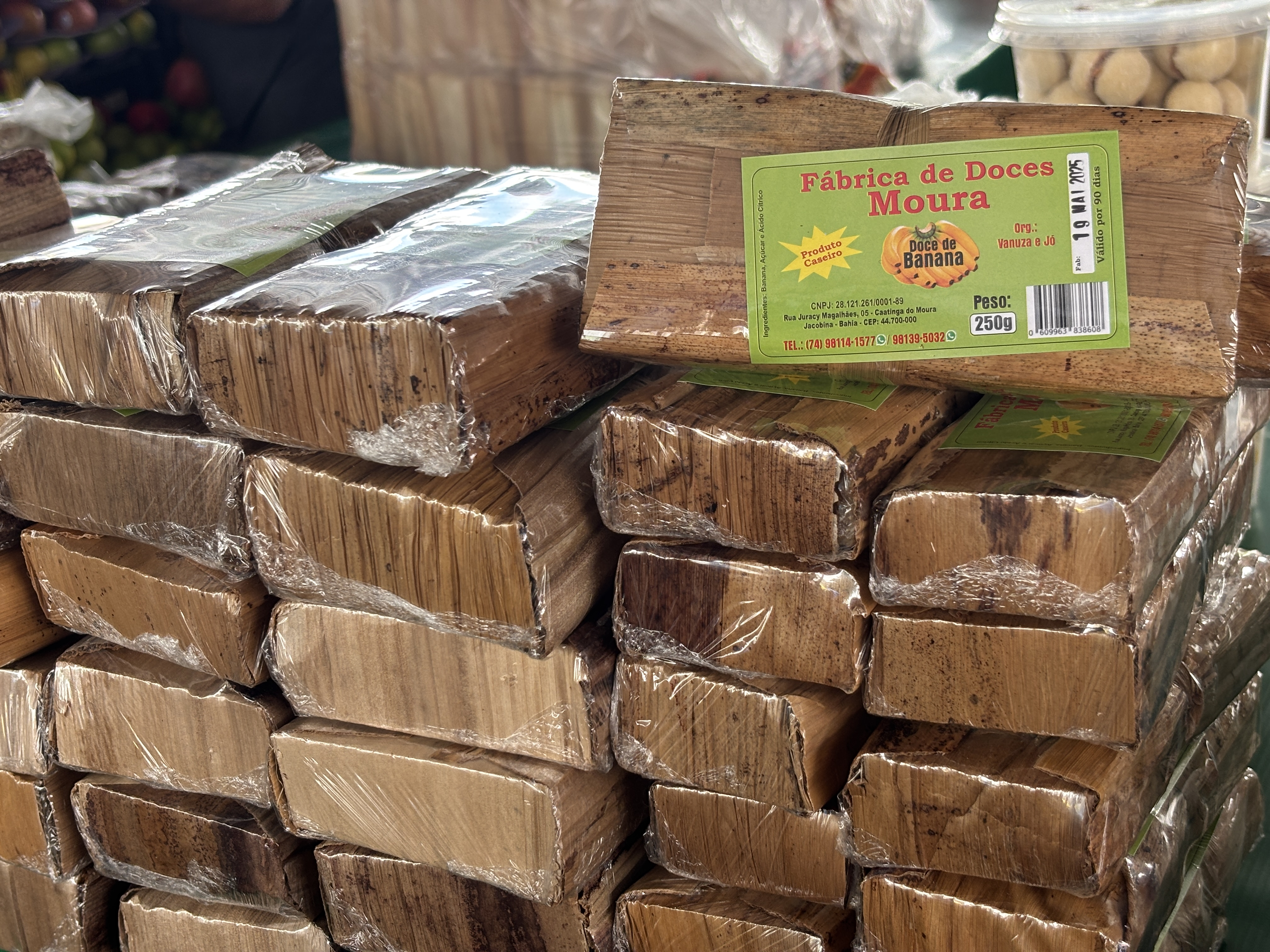
Doces de banana na palha de bananeira

A banana é cultivada na própria região e o doce é feito de maneira simples, mas cuidadosa. As frutas são cozidas lentamente com açúcar, muitas vezes em tachos de cobre e em fogões a lenha. O resultado é um doce com sabor marcante, o doce de banana é embalado em folhas da própria bananeira — um toque que reforça a ligação com a tradição e ajuda na conservação natural do produto.
Essa prática ganhou destaque pois reforça a importância cultural e econômica da agricultura familiar, que vai além da geração de renda: representa também o orgulho da comunidade e sua identidade. Além disso, o crescimento dessa atividade impulsiona outros setores, como o pequeno comércio e o turismo gastronômico local. Com o apoio de feiras e eventos, os doces de banana do distrito de Caatinga do Moura vêm ganhando visibilidade e conquistando consumidores em diversas partes da Bahia e até fora do estado.

### Quebradeiras de coco babaçu do Coxo de Dentro
As Quebradeiras de coco babaçu do povoado Coxo de Dentro, localizado no município de Jacobina, no interior da Bahia, constituem um grupo de mulheres envolvidas na prática extrativista do coco babaçu. A atividade, tradicionalmente exercida por moradoras da comunidade, passou por um processo de organização e valorização a partir da fundação da Unidade de Beneficiamento do Coco Babaçu (UBCB), em 2010. O grupo tem se destacado por promover geração de renda, organização comunitária e práticas sustentáveis no semiárido nordestino.

### Energia eólica em Jacobina
Nos últimos anos, a cidade de Jacobina tem chamado atenção por algo que vai além da sua história e riqueza natural: a geração de energia a partir do vento, também conhecida como energia eólica. Esse tipo de energia tem ganhado espaço na economia local, principalmente por conta da localização geográfica do município. Os ventos que sopram com bastante força e constância em várias áreas do Município de Jacobina são ideais para esse tipo de tecnologia, o que fez com que a região começasse a atrair investimentos no setor de energias renováveis.
A instalação de parques eólicos como do Complexo Eólico Jacobina, tem contribuído para o crescimento da economia local de forma significativa. Esses parques geram empregos tanto na área de construção quanto na manutenção, o que ajuda diretamente várias famílias. Além disso, esse novo movimento acaba fortalecendo também o comércio, os transportes e os serviços da cidade, já que há mais circulação de pessoas, de produtos e de renda. O CEJB foi implantado por empresas do setor de energias renováveis e representa um passo importante na diversificação da economia local. A escolha de Jacobina para receber o parque se deu principalmente por conta das condições favoráveis de vento, que tornam a região ideal para esse tipo de geração de energia limpa e renovável.
A energia eólica é considerada uma fonte limpa porque não polui o meio ambiente. Ela não libera gases tóxicos, não depende da queima de combustíveis fósseis e ainda contribui com a redução do aquecimento global. Esse tipo de iniciativa ganha ainda mais importância pois preserva o meio ambiente. A implantação do Complexo Eólico Jacobina (CEJB) abrange áreas não só de Jacobina, mas também dos municípios vizinhos de Várzea Nova e Miguel Calmon, todos localizados na região Centro-Norte da Bahia.
A instalação do complexo trouxe impactos positivos para o município. Durante as fases de construção e operação, foram gerados diversos empregos diretos e indiretos, o que movimentou o comércio, os serviços, a área de transportes e até a rede de hospedagens. A energia produzida pelo complexo ajuda a abastecer a rede elétrica do estado e reforça a posição da Bahia como um dos maiores produtores de energia eólica do Brasil. Além disso, contribui para a redução da emissão de gases poluentes e para a preservação dos recursos naturais, o que é fundamental para os desafios das mudanças climáticas.
Por causa da exploração de ouro realizada no município, ele está no primeiro lugar da lista dos municípios baianos com maior arrecadação da Compensação Financeira pela Exploração de Recursos Minerais (CFEM) — em 2020, foram mais de R$ 22.9 milhões.

### Mineração
A mineração desempenha um papel central na economia de Jacobina, o município é um dos maiores polos de exploração de ouro do país, abrigando a Jacobina Mineração e Comércio (JMC), uma das maiores operações auríferas do Brasil. Atualmente, a JMC está sob o controle da Pan American Silver.
Em 2024, a produção anual de ouro em Jacobina alcançou 195.427 onças, o que equivale a aproximadamente 6,08 toneladas. Considerando que uma onça troy corresponde a cerca de 31,1 gramas, essa produção representa um valor significativo para a economia local, com o ouro cotado a R$15.984,09 por onça.
Historicamente, a mineração tem sido um motor de desenvolvimento econômico para Jacobina. Desde a chegada da Anglo American em 1979, a cidade experimentou um crescimento significativo, impulsionado pelo uso de tecnologias avançadas para a época. A extração de ouro também provocou um aquecimento do comércio local e modificou a rotina da população, gerando novas oportunidades de emprego e renda.
A mineração em Jacobina gera impactos econômicos substanciais. Em 2024, a JMC pagou cerca de R$ 650 milhões a fornecedores locais e destinou aproximadamente R$ 300 milhões anuais em salários para seus funcionários e terceirizados visando assim fortalecer ainda mais a economia local e o desenvolvimento econômico na região. Além disso, a empresa arrecadou mais de R$ 32 milhões em Compensação Financeira pela Exploração Mineral (CFEM) até novembro de 2024.
A expansão da mineração em Jacobina, embora traga benefícios econômicos, também tem gerado desafios, especialmente no que diz respeito aos impactos socioambientais. A construção de barragens de rejeitos, como a da comunidade de Canavieiras, trouxe prejuízos para a natureza local, como a destruição de áreas de vegetação e riscos para a água do rio Itapicuru Mirim, que é muito importante para a cidade e as comunidades rurais, com isso tem gerado preocupações entre os moradores em relação aos impactos ambientais e aos riscos associados a essas infraestruturas.
A mineração em Jacobina é um pilar fundamental para a economia local, contribuindo significativamente para a geração de empregos, renda e arrecadação municipal. Contudo, é fundamental que os benefícios econômicos sejam equilibrados com práticas de sustentabilidade ambiental e com o bem-estar das comunidades afetadas pela atividade mineradora.

### Turismo
Jacobina, conhecida como "Cidade do Ouro", é um município brasileiro localizado na região do Piemonte da Chapada Diamantina, no estado da Bahia. Situada a aproximadamente 330km de Salvador, Jacobina destaca-se por suas riquezas naturais, culturais e pelo potencial turístico como motor de desenvolvimento econômico.
Jacobina é reconhecida por seus recursos naturais diversificados, incluindo 33 cachoeiras, os rios Itapicuru-mirim e Rio do Ouro, além de uma geografia privilegiada para a prática de esportes de aventura, como voo livre, rapel e trilhas ecológicas.
O município também é palco de importantes eventos culturais e esportivos, como a Micareta de Jacobina, o Moto Fest, a Caminhada da Luz e a Corrida Duque de Caxias. Esses eventos atraem milhares de visitantes anualmente, movimentando a economia local e reforçando o papel do turismo no município.
O turismo apresenta-se como uma alternativa viável para a diversificação da economia de Jacobina. De acordo com dados do IBGE, o setor de serviços desempenha um papel fundamental no crescimento econômico do município, sendo impulsionado por eventos turísticos e pelo fluxo de visitantes. O desenvolvimento do turismo, nas modalidades ecológica, cultural, de aventura e religiosa, tem o potencial de gerar empregos, aumentar a renda local e melhorar a qualidade de vida da população.

Apesar de suas potencialidades, o turismo em Jacobina enfrenta desafios, como a falta de infraestrutura adequada, o limitado apoio do setor público e a carência de mão de obra qualificada. Esses fatores dificultam o aproveitamento pleno dos recursos turísticos da cidade.

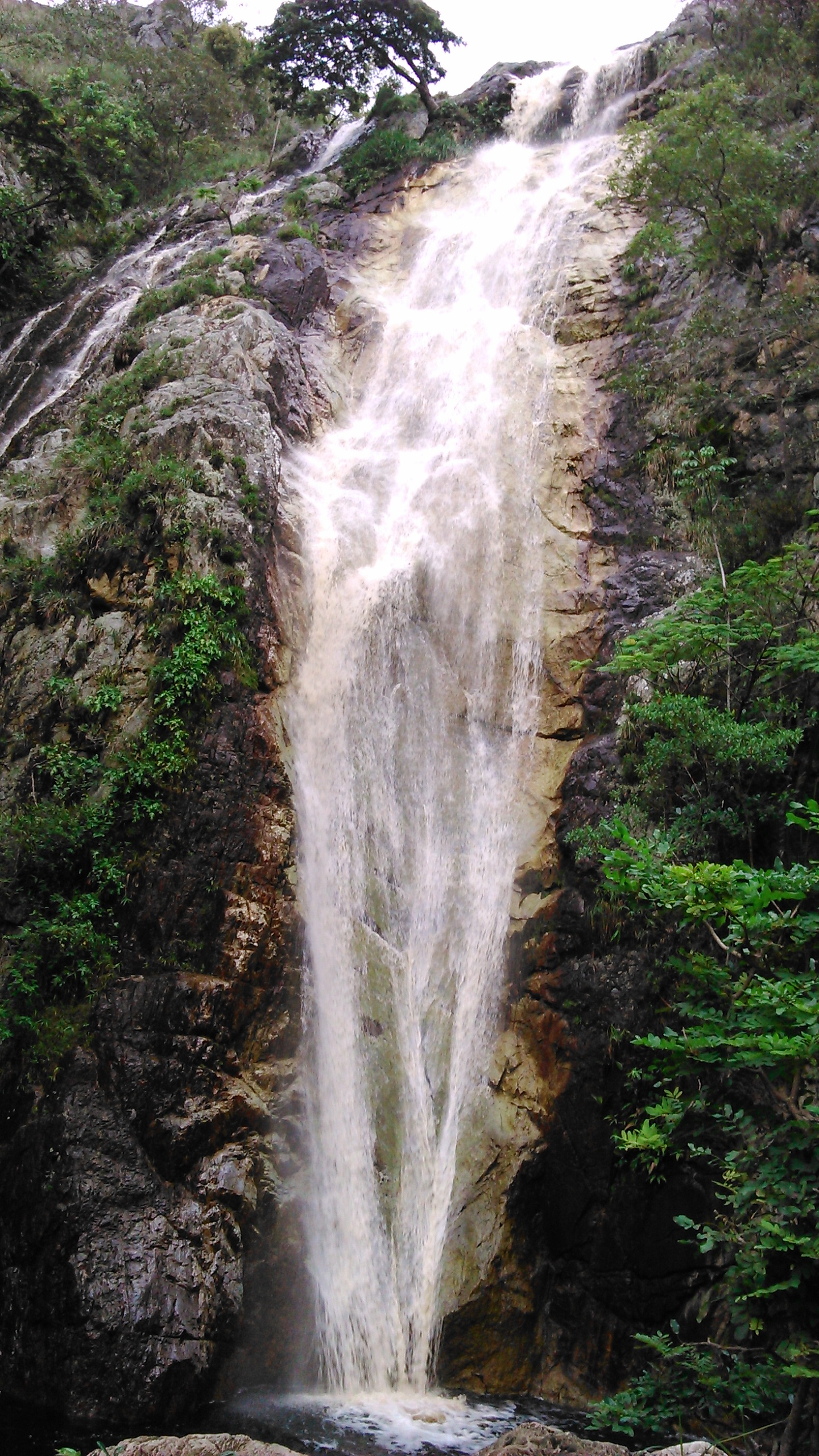
Cachoeira Véu de Noiva, em Itaitu, no município de Jacobina

Jacobina possui um enorme potencial para consolidar o turismo como uma atividade econômica estratégica. Com a integração de esforços entre governo, iniciativa privada e comunidade, o município pode transformar suas riquezas naturais e culturais em uma fonte sustentável de desenvolvimento.
Existe na localidade de Itaitu, distrito de Jacobina, a mais alta queda d’água da região, a Cachoeira Véu de Noiva, com 60m de altura de muita adrenalina, que desemboca em um poço ótimo para mergulhos e é uma grande atração turística. O Distrito de Itaitu vem ganhando cada vez mais notoriedade no campo de turismo, dada as suas reservas naturais.
No distrito de Caatinga do Moura, há cavernas e grutas que atraem a atenção de turistas, sendo um local de riquezas históricas e naturais.
A cidade tem muitos festejos, dentre os quais destacam-se a Marujada, que tem mais de 200 anos de história; o grupo dos Capetas, que geralmente sai na Micareta e a Caminhada da Luz, ato de fé cristão realizado na Semana Santa, quando romarias de fiéis sobem o Morro do Cruzeiro sendo um ato de fé cristã.

### Parque Ambiental da Macaqueira

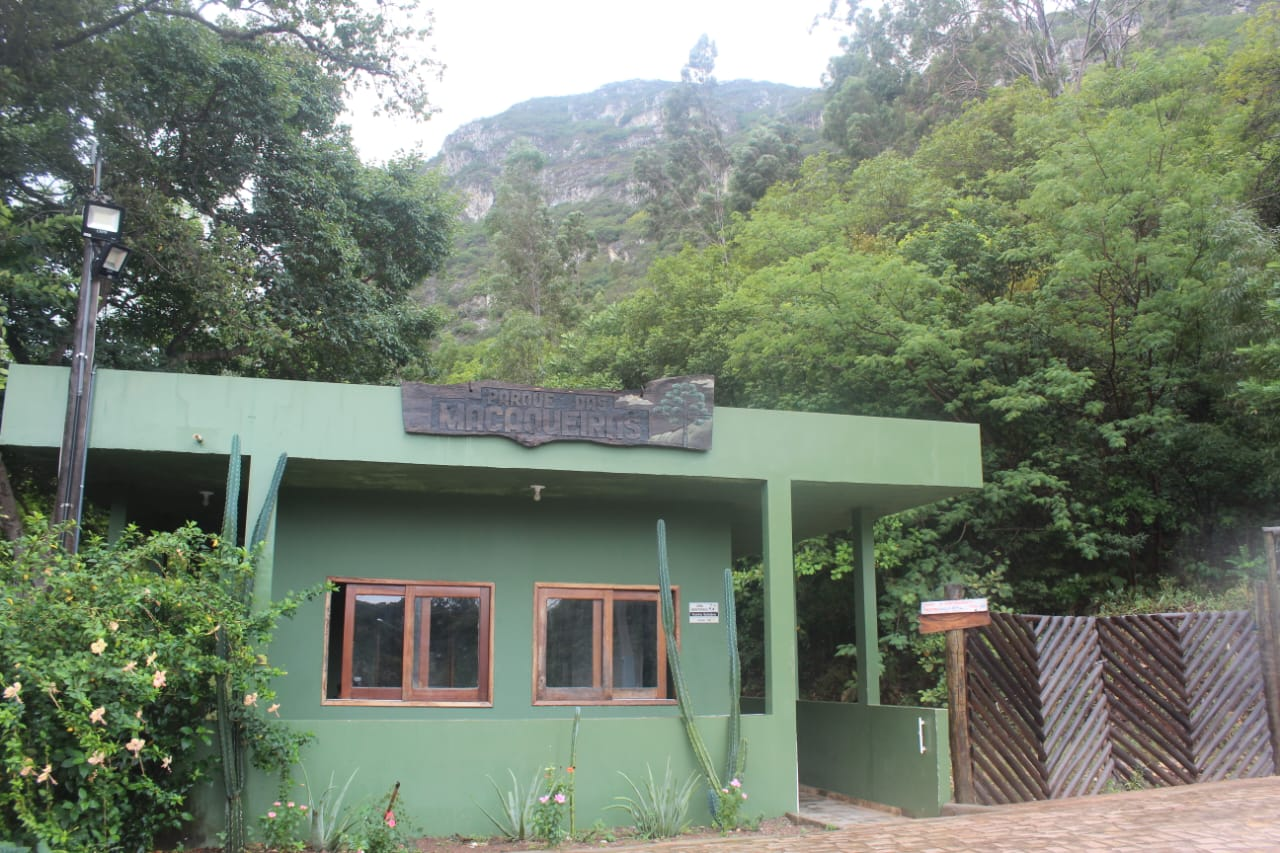
Fachada da entrada da Macaqueira, parque ambiental localizado em Jacobina

O Parque Natural da Macaqueira é uma importante Unidade de Conservação Ambiental localizada na cidade de Jacobina, no estado da Bahia. Criado em 11 de setembro de 2003, por meio da Lei Municipal nº 651, o parque está inserido no Território de Identidade Piemonte da Diamantina, uma região reconhecida por sua riqueza ambiental, paisagística e cultural. Situado em área urbana, nas proximidades do centro da cidade, o parque ocupa o Vale do Rio do Ouro, cuja beleza cênica e diversidade ecológica justificaram sua proteção legal.

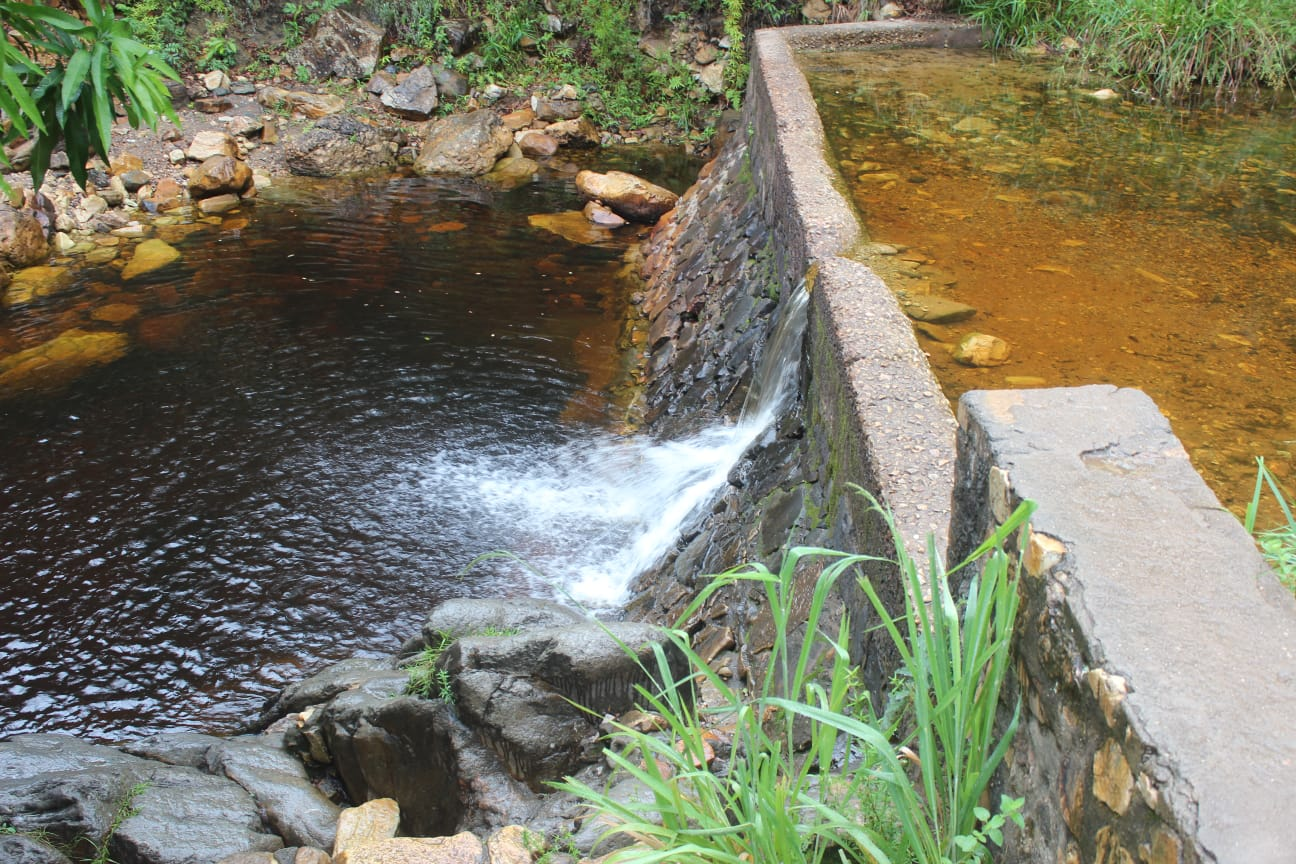

O principal objetivo do Parque Natural da Macaqueira é a preservação do ecossistema natural do Vale do Rio do Ouro. Essa região é caracterizada por sua relevância ambiental, contendo remanescentes da vegetação nativa do bioma caatinga, além de espécies endêmicas e uma fauna expressiva. A presença do Rio do Ouro — importante afluente do Rio Itapicuru — contribui para o abastecimento hídrico da cidade e para a manutenção dos ecossistemas locais. A integridade ambiental da área, somada à sua acessibilidade urbana, torna o parque um local estratégico para a promoção da educação ambiental e para o desenvolvimento de pesquisas científicas.